# 派区虎耳草
派区虎耳草（学名：Saxifraga paiquensis）为虎耳草科虎耳草属下的一个种。

## 扩展阅读
- 維基物種上的相關：派区虎耳草